# Едуардо Казанова
Едуардо Казанова (на испански: Eduardo Casanova) е испански актьор.

## Биография
Най-известен с ролята си на Фидел в сериала „Аида“. По-късно играе Ченчо Гомес Лечон в сезон 2 на „Фитнес Тони“. Казанова е гей. През 2017 г. режисира дебютния си филм „Кожи“, за който печели няколко награди.

## Филми
- La última guardia – (2010)
- Del lado del verano – (2011)
- La chispa de la vida – (2012)
- Моята голяма нощ – (2015)

## Сериали
- „Аида“ – (2005–2014)
- „Фитнес Тони“ – (2015)

## Режисьор
- „Кожи“ (2017)